# میرنی، یاقوتستان
شهر میرنی، یاقوتستان (به روسی: Мирный) در کشور روسیه و در جمهوری یاقوتستان واقع شده‌است.